# Hermano Zudermano ąžuolas
Hermano Zudermano ąžuolas, česky lze přeložit jako Dub Hermanase Zudermanase nebo Dub Hermanna Sudermanna, je památný strom dub letní (Quercus robur L.). Nachází se v lese Žalgiriai (Žalgirių miškas) na konci naučné stezky/cyklostezky Žalgirių pažintinis takas (Naučná stezka Žalgiriai) u vesnice Žalgiriai v seniorátu Šilutė (Šilutės seniūnija) v okrese Šilutė v Litvě. Geograficky leží v chráněné krajinné oblasti Nemuno deltos regioninis parkas, v Klaipėdském kraji, v pobřežním pásu nížin Pajūrio žemuma.

## Další informace
Dub byl vyhlášen památným v roce 2005 a je pojmenována po místním německém spisovateli Hermannu Sudermannovi (1857-1928). Kolem stromu je plotem ohraničení ochranné pásmo a vedle ní je informační tabule s textem v litevštině a angličtině. Strom je celoročně volně přístupný. Podle údajů z roku 2005:
| Obvod kmene (ve výčetní výšce): | 4,62 m |
| Výška stromu                    | 17,6 m |

## Galerie

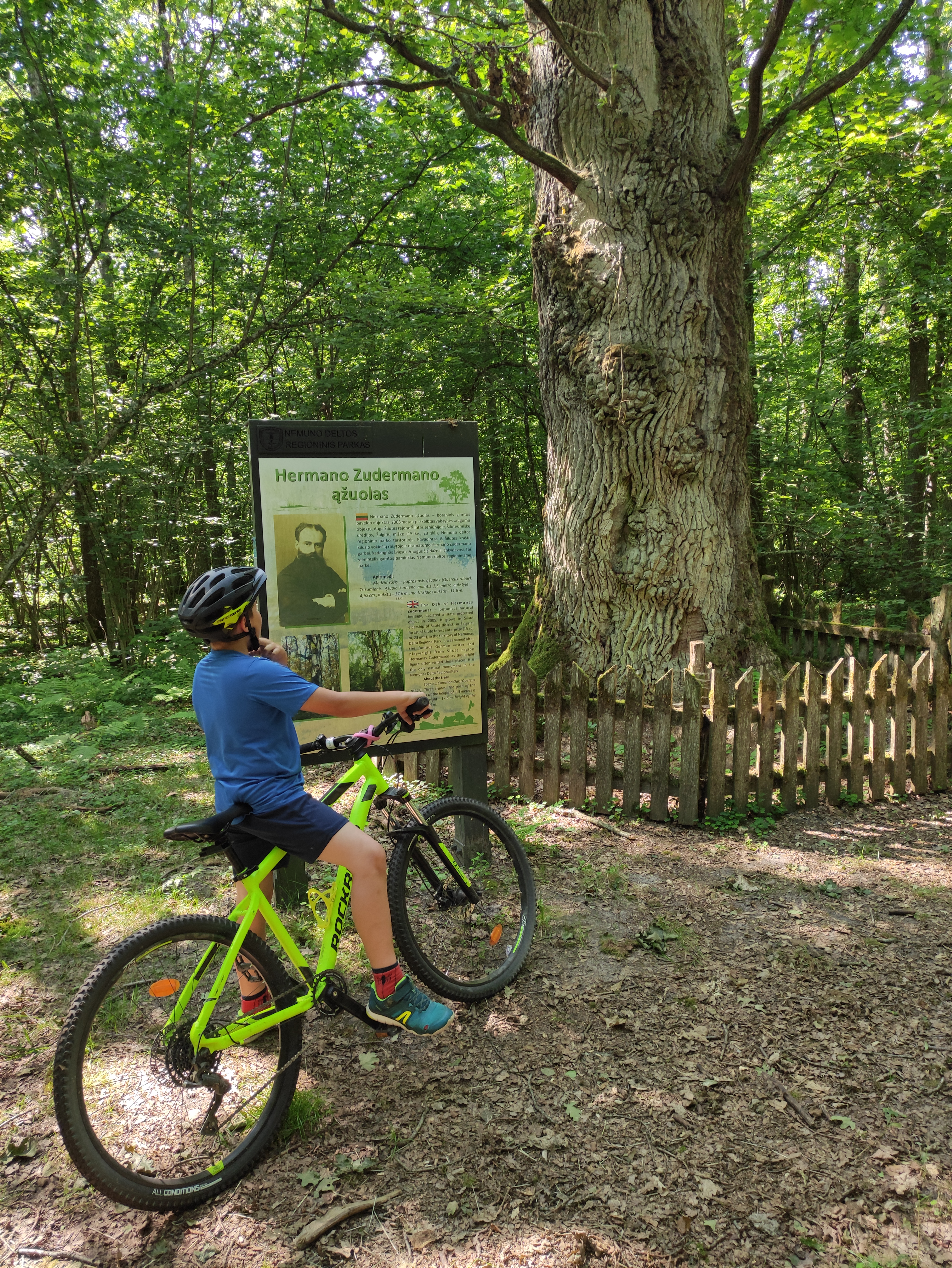
Cyklista u stromu
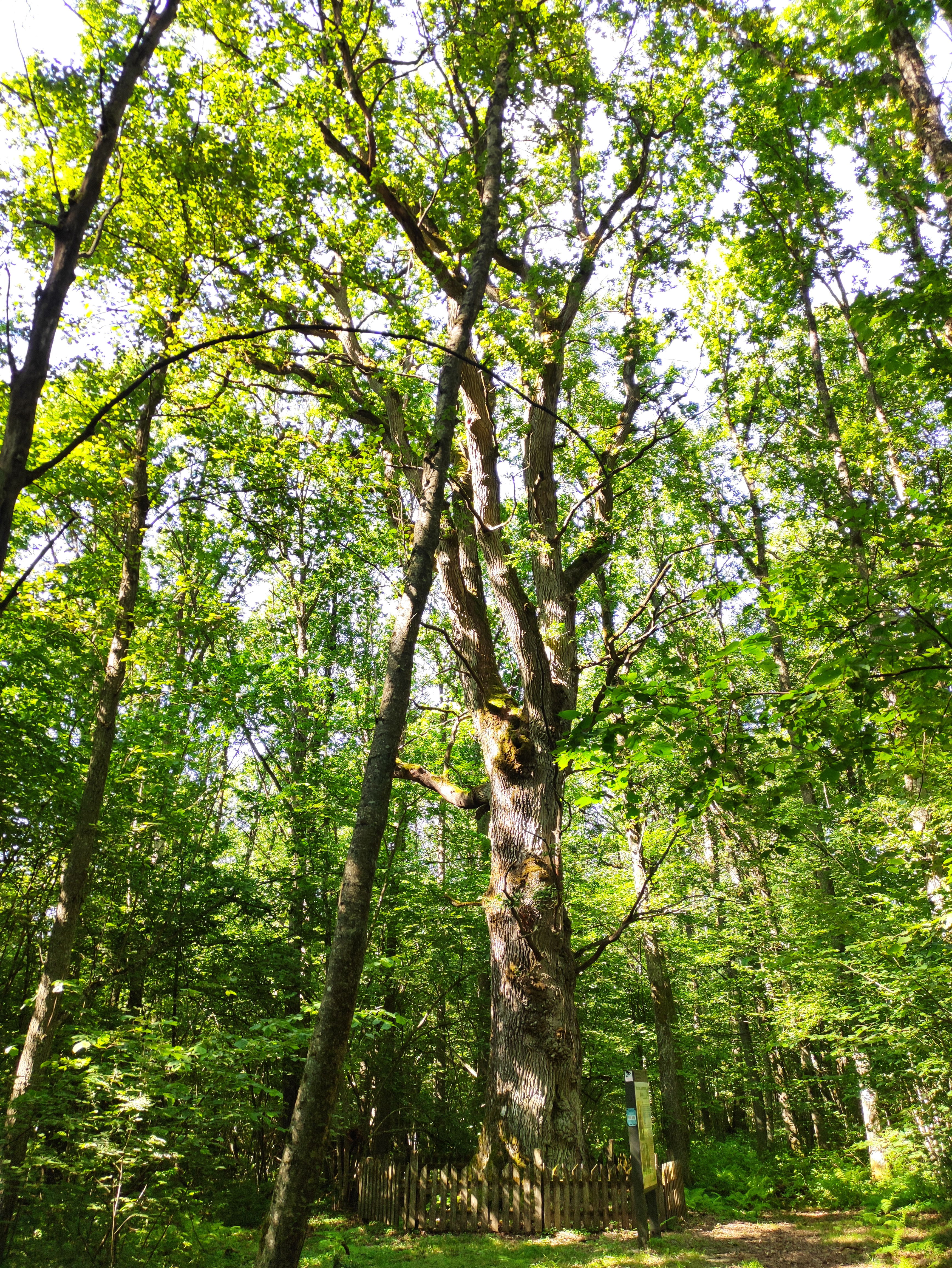
Strom v lese